# 1845 у літературі

## Події
- Грудень — виникло товариство «Кирило-Мефодіївське братство», більшість учасників якого були літераторами
- Журнал Revue des Deux Mondes надрукував новелу Проспера Меріме «Кармен».
- Александр Дюма завершив публікацію «Графа Монте-Крісто», написав «Королеву Марго» та «Двадцять років по тому».
- Едгар Аллан По надрукував вірш «Ворон».

## Твори
- Твори Тараса Шевченка:
  - Не завидуй багатому
  - Не женись на багатій
  - За що ми любимо Богдана (написана між 1845 і 1847)
  - Сліпий
  - Єретик
  - Невольник — Шевченко закінчив працю над цією поемою у 1858 році
  - Великий льох
  - Наймичка
  - Кавказ
  - І мертвим, і живим, і ненародженим землякам моїм в Украйні і не в Украйні моє дружнєє посланіє
  - Холодний яр
  - Псалми Давидові
  - Маленькій Мар'яні
  - Минають дні, минають ночі
  - Три літа
  - Заповіт
  - Шевченко також цим роком датує свою повість «Варнак», насправді написану в період заслання, близько 1854